# 馬杉一正
馬杉 一正（ますぎ かずまさ）は、戦国時代から安土桃山時代の武将。近江国出身で、最終的には福岡藩黒田家に仕えた。通称は喜右衛門。

## 略歴
馬杉氏は元は代々近江国の武士で、六角氏の被官である。弘治元年（1555年）、馬杉薩摩の子として瀬田に生まれる。
永禄10年（1567年）六角義治が三好氏と共謀して織田政権に挙兵した際、13歳にして初陣した。天正18年（1590年）一柳直末に仕える旗奉行として小田原征伐に参陣するが、緒戦の山中城の戦いで直末は討死してしまう。直末の子の松寿は伯父である黒田孝高（一柳直末が孝高の妹婿）に引き取られたため、その縁で黒田家に仕えた。
文禄の役では黒田長政に従い、晋州城攻防戦で活躍した。慶長5年（1600年）九州の戦いでは安岐城攻略に尽くした。黒田家の福岡藩移封後は1000石を与えられた。
慶長14年（1609年）、福岡城築城のため芦屋から材木を積んだ船を回漕するよう黒田長政から命じられた文書がある。元和6年（1620年）の大坂城普請の際には、摂津国御影の丁場（石切場）に派遣されており、大坂に石を輸送する奉行に任じられている。
寛永14年（1637年）、83歳で病死。